# Derek Hill
Derek John Hill (* 28. März 1975 in Santa Monica, Kalifornien) ist ein ehemaliger US-amerikanischer Automobilrennfahrer. Er ist der Sohn des Formel-1-Weltmeisters Phil Hill.

## Karriere
Wie die meisten Motorsportler begann Hill seine Karriere im Kartsport, in dem er von 1990 bis 1994 aktiv war. 1995 wurde er Vizemeister in der US-amerikanischen Ferrari Challenge und Meister der US-amerikanischen Barber Formel Dodge. 1996 entschied sich Hill sich auf den Formelsport zu konzentrieren und wechselte in die Barber Dodge Pro Series. Der US-Amerikaner gewann ein Rennen und beendete die Saison auf dem dritten Platz. 1997 blieb er in dieser Serie und gewann mit vier Siegen den Meistertitel der Barber Dodge Pro Series. 1998 startete er in der Formel Atlantic und wurde 13. in der Gesamtwertung.
1999 wechselte Hill nach Europa und trat zunächst in der Formel Palmer Audi an. Er belegte den 19. Gesamtrang. 2000 wechselte er in die italienische Formel 3000. Er startete bei sechs von acht Rennen in dieser Meisterschaft und blieb ohne Punkte.
2001 wechselte Hill in die internationale Formel-3000-Meisterschaft zum französischen DAMS-Team. Während sein Teamkollege Sébastien Bourdais mit einem Sieg den vierten Platz in der Meisterschaft belegte, blieb Hill mit einem neunten Platz als bestes Resultat ohne Punkte und beendete die Saison auf dem 24. Gesamtrang. 2002 war der US-Amerikaner zunächst ohne Cockpit und wechselte zum sechsten Rennen der Saison als Ersatz für Alexander Müller zum italienischen Rennstall Durango Formula. Er blieb abermals ohne Punkte und belegte den 17. Gesamtrang. 2003 bestritt Hill für Super Nova Racing seine dritte Saison in der Formel 3000. Auf dem Nürburgring erzielte er als Fünfter seine einzige Punkte-Platzierung in der Formel 3000. Nach dem sechsten Rennen wurde er durch Nicolas Kiesa ersetzt und belegte am Ende der Saison den 16. Platz in der Gesamtwertung.
Nachdem er 2004 ein Rennen in der American Le Mans Series bestritten hatte, nahm er an keiner größeren Rennserie mehr teil.

## Sonstiges
Ab 2002 wurde Derek Hill von Brigitte Hill, der Tochter des Formel-1-Weltmeisters Graham Hill und der Schwester des Formel-1-Weltmeisters Damon Hill gemanagt. Die beiden Rennfahrerfamilien Hill sind nicht miteinander verwandt.

## Statistik

### Karrierestationen
- 1990–1994: Kartsport
- 1995: US-amerikanische Barber Formel Dodge (Meister); US-amerikanische Ferrari Challenge (Platz 2)
- 1996: Barber Dodge Pro Series (Platz 3)
- 1997: Barber Dodge Pro Series (Meister)
- 1998: Atlantic Championship (Platz 13)
- 1999: Formel Palmer Audi (Platz 19)
- 2000: Italienische Formel 3000
- 2001: Internationale Formel-3000-Meisterschaft (Platz 24)
- 2002: Internationale Formel-3000-Meisterschaft (Platz 17)
- 2003: Internationale Formel-3000-Meisterschaft (Platz 16)

### Sebring-Ergebnisse
| Jahr | Team                       | Fahrzeug             | Teamkollege       | Teamkollege            | Teamkollege   | Platzierung            | Ausfallgrund |
| ---- | -------------------------- | -------------------- | ----------------- | ---------------------- | ------------- | ---------------------- | ------------ |
| 1997 | Prototype Technology Group | BMW M3               | Javier Quiros     | Tom Hessert            | Bill Auberlen | Rang 9 und Klassensieg |              |
| 2002 | Spyker Squadron            | Spyker C8 Double 12R | Peter Kox         | Hans Hugenholtz Junior |               | Ausfall                | Unfall       |
| 2004 | Rand Racing                | Lola B2K/40          | Marino Franchitti | Andy Lally             |               | Ausfall                | Aufhängung   |